# Campionati mondiali di canoa/kayak slalom 1969
I XI Campionati mondiali di canoa/kayak di slalom si sono svolti a Bourg-Saint-Maurice (Francia).

## Podi

### Uomini
| Evento        | Oro                                      | Perform. | Argento                                      | Perform. | Bronzo                                       | Perform. |
| Canoa         |                                          |          |                                              |          |                                              |          |
| C-1           | Germania Ovest Wolfgang Peters           |          | Germania Ovest Reinhold Kauder               |          | Cecoslovacchia Zybnel Pulec                  |          |
| C-1 a squadre | Germania Ovest                           |          | Cecoslovacchia                               |          | Francia                                      |          |
| C-2           | Francia Jean-Claude Olry Jean-Louis Olry |          | Cecoslovacchia Ladislav Mestan Zdenek Mestan |          | Cecoslovacchia Miroslav Stach Zdenek Valenta |          |
| C-2 a squadre | Germania Ovest                           |          | Cecoslovacchia                               |          | Francia                                      |          |
| Kayak         |                                          |          |                                              |          |                                              |          |
| K-1           | Francia Claude Peschler                  |          | Svizzera Werner Zimmermann, Jr.              |          | Germania Werner Rosener                      |          |
| K-1 a squadre | Francia                                  |          | Regno Unito                                  |          | Germania Ovest                               |          |

### Misto
| Evento        | Oro                                         | Perform. | Argento                           | Perform. | Bronzo                                     | Perform. |
| Kayak         |                                             |          |                                   |          |                                            |          |
| C-2           | Cecoslovacchia Jitka Traplová Milan Svoboda |          | Francia Gabrièle Lutz Claude Lutz |          | Cecoslovacchia Hana Koudelová Jiri Koudela |          |
| C-2 a squadre | Cecoslovacchia                              |          | Francia                           |          | Stati Uniti                                |          |

### Donne
| Evento        | Oro                             | Perform. | Argento               | Perform. | Bronzo                        | Perform. |
| Kayak         |                                 |          |                       |          |                               |          |
| K-1           | Cecoslovacchia Ludmilla Polesna |          | Germania Ulrike Deppe |          | Cecoslovacchia Jana Zverinová |          |
| K-1 a squadre | Germania Ovest                  |          | Cecoslovacchia        |          |                               |          |

## Medagliere
| Posizione | Paese          | Oro | Argento | Bronzo | Totale |
| --------- | -------------- | --- | ------- | ------ | ------ |
| 1         | Germania Ovest | 4   | 2       | 2      | 8      |
| 2         | Cecoslovacchia | 3   | 4       | 4      | 11     |
| 3         | Francia        | 3   | 2       | 2      | 7      |
| 4         | Svizzera       | 0   | 1       | 0      | 1      |
| 4         | Regno Unito    | 0   | 1       | 0      | 1      |
| 6         | Svizzera       | 0   | 0       | 1      | 1      |
| Totale    | Totale         | 10  | 10      | 9      | 29     |